# آدروگو
آدروگو (به اسپانیایی: Adrogué) یک منطقهٔ مسکونی در آرژانتین است که در آلمیرانته براون پارتیدو واقع شده‌است. آدروگو ۲۸٬۲۶۵ نفر جمعیت دارد و ۲۴ متر بالاتر از سطح دریا واقع شده‌است.